# リグリア人
リグリア人（古代ギリシア語: Λιγυες）は、イタリア半島の北西部（現在のリグーリア州）に居住していた民族の呼び名。

## 歴史
先ローマ時代、リグリア人は現在のリグーリア州、ピエモンテ州とポー川の南、トスカーナ州の北西、およびフランスのプロヴァンス＝アルプ＝コート・ダジュール地域圏を占有していた。しかし、紀元前2000年頃、イタリア北西部の大部分、アルノ川の北にあるトスカーナ北部のすべて、南フランス、そしておそらく北のカタルーニャ州の一部とイベリア半島の東まで、それよりも広い地域を占めていたと一般に信じられている。
ヘーシオドスの『神統記』によると、リグリア人は、既に知られていた世界周辺に割拠するアイティオピア人やスキタイと並ぶ3つの強大な蛮族の1つであったとされる。紀元前4世紀の作家アヴィエヌスは、リグリア人の力が北海に到達し、そこからケルト人によって押し戻されたと記している。リグリア人の痕跡はシチリア島、ローヌ渓谷、コルシカ島、サルデーニャでも発見されている。
古代リグリア語は碑文など史料の欠如により、先印欧語、インド・ヨーロッパ語族やケルト語派といった言語的な分類はできない。この問題は碑文の欠如と、リグリア人の同様に神秘的な起源に密接に関連している。
ケルト人の言語と文化に対する強い影響のために、古代においてケルト・リグリア人（古代ギリシャ語: Κελτολίγυες, ラテン文字転写: Keltolígues）として知られていた。ある時点以降、古代リグリア語は、特にケルト語との強い親和性とイタリック語派との類似性を備えたインド・ヨーロッパ語族になったと一般に信じられている。